# Мурыгин, Станислав Юрьевич
Станисла́в Ю́рьевич Муры́гин (род. 5 января 1984, Москва}, СССР) — российский футболист, полузащитник и нападающий.

## Карьера

### Клубная
Воспитанник СДЮШОР московского «Динамо». С 2000 года играл за дублирующий состав команды, за который провёл 90 матчей и забил 31 гол. За основной состав «Динамо» дебютировал 23 мая 2004 года в матче против «Ростова» (0:1), заменив на 70-й минуте Йована Танасиевича. Зимой 2005 года покинул «Динамо», попытался устроиться в «Шинник», но затем был вынужден ещё на год остаться в клубе. Провёл за московский клуб 12 матчей, забив 1 гол в чемпионате России, а также провёл 2 матча и забил 1 мяч в Кубке России. В январе 2006 года перешёл в «Химки», в конце августа был арендован «Факелом». В 2007 году пополнил ряды клуба «Спартак-МЖК». Затем подписал контракт с московским «Торпедо». В 2008 году перешёл в санкт-петербургское «Динамо». В 2008—2009 годах выступал за «Истру». В 2010 году защищал цвета подольского «Витязя». В 2011 вернулся в «Истру», где завершил карьеру.

### В сборной
22 апреля 2004 года был впервые вызван в состав молодёжной сборной России. 28 апреля заменил на 78-й минуте Игоря Лебеденко в матче против сверстников из Норвегии (0:1).